# Thanh Lòa
Thanh Lòa là một xã thuộc huyện Cao Lộc, tỉnh Lạng Sơn, Việt Nam.
Xã Thanh Lòa có diện tích 37,64 km², dân số năm 2000 là 1.508 người, mật độ dân số đạt 40 người/km².
Theo thống kê năm 2019, xã Thanh Lòa có diện tích 37,64 km², dân số là 1.531 người, mật độ dân số đạt 41 người/km².